# فوزروجديني (مقاطعة ساراتوف)
فوزروزهدينييي (بالروسية: Возрождение) هي مدينة في مقاطعة ساراتوف أوبلاست في روسيا. يبلغ عدد سكانها حوالي 2671 نسمة.